# Свифт, Стромайл
Стромайл Эмануэль Свифт (англ. Stromile Emanuel Swift, род. 21 ноября 1979 года, Шривпорт, штат Луизиана, США) — американский профессиональный баскетболист, игравший на позиции центрового.

## Биография
Свифт учился в университете штата Луизиана, где играл за баскетбольную команду «Тайгерс» с которой на своём втором году обучения дошёл до раунда NCAA Sweet 16. Во время драфта НБА 2000 года он был выбран под 2 номером клубом «Ванкувер Гриззлис». В 2001 году на матче всех звёзд НБА принимал участие в конкурсе бросков сверху, в котором занял 4 место.
После сезона 2004/05 он покинул «Гриззлис» и как свободный агент подписал четырёхлетний контракт стоимостью 22 млн долларов с Хьюстон Рокетс. Во время своего перехода в «Рокетс» Свифт оставался последним игроком «Гриззлис» с состава, который переехал из Ванкувера. В 2006 году он вновь вернулся в «Гриззлис». Его и права на 8 номер драфта Руди Гея обменяли на Шейна Баттье.
4 февраля 2008 года Свифт был обменян в «Нью-Джерси Нетс» на Джейсона Коллинза и денежную компенсацию.. 1 марта «Нетс» отчислили баскетболиста из своего состава. Уже 4 марта «Финикс Санз» заключил с ним контракт, рассчитанный до конца сезона. По окончании сезона «Санз» решили не продлевать с ним соглашение и в сентябре 2009 года Стромайл подписал контракт с «Филадельфией Севенти Сиксерс», однако его отчислили ещё до начала чемпионата.
Не получив больше предложений от клубов НБА Свифт продолжил свою карьеру в Китае, подписав в декабре 2009 года соглашение с клубом «Шаньдун Лайонс».

## Статистика

### Статистика в НБА
| Сезон                                                                                    | Команда    | Регулярный сезон | Регулярный сезон | Регулярный сезон | Регулярный сезон | Регулярный сезон | Регулярный сезон | Регулярный сезон | Регулярный сезон | Регулярный сезон | Регулярный сезон | Регулярный сезон | Серия плей-офф | Серия плей-офф | Серия плей-офф | Серия плей-офф | Серия плей-офф | Серия плей-офф | Серия плей-офф | Серия плей-офф | Серия плей-офф | Серия плей-офф | Серия плей-офф |
| Сезон                                                                                    | Команда    | GP               | GS               | MPG              | FG%              | 3P%              | FT%              | RPG              | APG              | SPG              | BPG              | PPG              | GP             | GS             | MPG            | FG%            | 3P%            | FT%            | RPG            | APG            | SPG            | BPG            | PPG            |
| ---------------------------------------------------------------------------------------- | ---------- | ---------------- | ---------------- | ---------------- | ---------------- | ---------------- | ---------------- | ---------------- | ---------------- | ---------------- | ---------------- | ---------------- | -------------- | -------------- | -------------- | -------------- | -------------- | -------------- | -------------- | -------------- | -------------- | -------------- | -------------- |
| 2000/01                                                                                  | Ванкувер   | 80               | 6                | 16,4             | 45,1             | 0,0              | 60,3             | 3,6              | 0,4              | 0,8              | 1,0              | 4,9              | Не участвовал  | Не участвовал  | Не участвовал  | Не участвовал  | Не участвовал  | Не участвовал  | Не участвовал  | Не участвовал  | Не участвовал  | Не участвовал  | Не участвовал  |
| 2001/02                                                                                  | Мемфис     | 68               | 15               | 26,5             | 48,0             | 0,0              | 71,1             | 6,3              | 0,7              | 0,8              | 1,7              | 11,8             | Не участвовал  | Не участвовал  | Не участвовал  | Не участвовал  | Не участвовал  | Не участвовал  | Не участвовал  | Не участвовал  | Не участвовал  | Не участвовал  | Не участвовал  |
| 2002/03                                                                                  | Мемфис     | 67               | 26               | 22,1             | 48,1             | 0,0              | 72,2             | 5,7              | 0,7              | 0,8              | 1,6              | 9,7              | Не участвовал  | Не участвовал  | Не участвовал  | Не участвовал  | Не участвовал  | Не участвовал  | Не участвовал  | Не участвовал  | Не участвовал  | Не участвовал  | Не участвовал  |
| 2003/04                                                                                  | Мемфис     | 77               | 10               | 19,8             | 46,9             | 25,0             | 72,5             | 4,9              | 0,5              | 0,7              | 1,5              | 9,4              | 4              | 0              | 18,5           | 34,6           | -              | 75,0           | 4,8            | 0,8            | 0,8            | 1,5            | 6,0            |
| 2004/05                                                                                  | Мемфис     | 60               | 14               | 21,3             | 44,9             | 0,0              | 75,8             | 4,6              | 0,7              | 0,7              | 1,5              | 10,1             | 3              | 0              | 16,0           | 60,0           | -              | 57,1           | 4,7            | 0,3            | 0,3            | 0,0            | 9,3            |
| 2005/06                                                                                  | Хьюстон    | 66               | 5                | 20,4             | 49,1             | 0,0              | 65,1             | 4,4              | 0,4              | 0,6              | 0,8              | 8,9              | Не участвовал  | Не участвовал  | Не участвовал  | Не участвовал  | Не участвовал  | Не участвовал  | Не участвовал  | Не участвовал  | Не участвовал  | Не участвовал  | Не участвовал  |
| 2006/07                                                                                  | Мемфис     | 54               | 18               | 19,1             | 46,5             | 0,0              | 72,4             | 4,6              | 0,3              | 0,6              | 1,1              | 7,8              | Не участвовал  | Не участвовал  | Не участвовал  | Не участвовал  | Не участвовал  | Не участвовал  | Не участвовал  | Не участвовал  | Не участвовал  | Не участвовал  | Не участвовал  |
| 2007/08                                                                                  | Мемфис     | 35               | 4                | 15,7             | 52,5             | 0,0              | 64,2             | 3,7              | 0,6              | 0,3              | 1,0              | 6,8              | Не участвовал  | Не участвовал  | Не участвовал  | Не участвовал  | Не участвовал  | Не участвовал  | Не участвовал  | Не участвовал  | Не участвовал  | Не участвовал  | Не участвовал  |
| 2007/08                                                                                  | Нью-Джерси | 21               | 0                | 14,1             | 47,7             | -                | 75,0             | 3,3              | 0,2              | 0,2              | 0,9              | 5,0              | Не участвовал  | Не участвовал  | Не участвовал  | Не участвовал  | Не участвовал  | Не участвовал  | Не участвовал  | Не участвовал  | Не участвовал  | Не участвовал  | Не участвовал  |
| 2008/09                                                                                  | Нью-Джерси | 6                | 0                | 10,7             | 60,0             | -                | 45,5             | 2,2              | 0,2              | 0,0              | 0,3              | 3,8              | Не участвовал  | Не участвовал  | Не участвовал  | Не участвовал  | Не участвовал  | Не участвовал  | Не участвовал  | Не участвовал  | Не участвовал  | Не участвовал  | Не участвовал  |
| 2008/09                                                                                  | Финикс     | 13               | 0                | 9,3              | 36,6             | 100,0            | 53,3             | 2,5              | 0,2              | 0,3              | 0,5              | 3,0              | Не участвовал  | Не участвовал  | Не участвовал  | Не участвовал  | Не участвовал  | Не участвовал  | Не участвовал  | Не участвовал  | Не участвовал  | Не участвовал  | Не участвовал  |
|                                                                                          | Всего      | 547              | 98               | 19,8             | 47,3             | 7,4              | 69,9             | 4,6              | 0,5              | 0,6              | 1,2              | 8,4              | 7              | 0              | 17,4           | 45,7           | -              | 66,7           | 4,7            | 0,6            | 0,6            | 0,9            | 7,4            |
| Наведите курсор мыши на аббревиатуры в заголовке таблицы, чтобы прочесть их расшифровку. |            |                  |                  |                  |                  |                  |                  |                  |                  |                  |                  |                  |                |                |                |                |                |                |                |                |                |                |                |